# Neue Synagoge
Neue Synagoge (den nye synagoge) var en stor synagoge i Oranienburger Straße i bydelen Mitte i Berlin. Den blev bygget mellem 1859 og 1866 som hovedsynagoge for jøderne i Berlin og indviet i 1866 under nærvær af den preussiske statsminister og senere rigskansler Otto von Bismarck. En del af bygningen er restaureret og er på grund af sin orientalsk-mauriske stil, med inspirationer fra Alhambra, et vigtigt arkitektonisk værk fra midten af 1800-tallet i Berlin. Bygningen bruges ikke længere som synagoge.
Udkastet til bygningen blev udarbejdet af Eduard Knoblauch, men Friedrich August Stüler overtog udførelsen af bygningen på grund af Knoblauchs sygdom og udførte de indre rum.

## Historie
Bygningen var udsat for hærværk og brand under krystalnatten, men overlevede, fordi den var under beskyttelse som en historisk bygning. Den blev også udsat for svære skader under de allieredes bombning af Berlin. Det var først efter Berlinmurens fald, at den blev endeligt genopbygget.

## Ekstern henvisning
- Wikimedia Commons har flere filer relateret til Neue Synagoge, Berlin

52°31′29″N 13°23′40″Ø / 52.52472°N 13.39444°Ø